# August Wimmer
August Marius Nicolai Wimmer (ur. 26 lutego 1872 w Odense, zm. 19 maja 1937 w Kopenhadze) – duński lekarz psychiatra i neurolog, profesor psychiatrii na Uniwersytecie w Kopenhadze, autor wielokrotnie wznawianego podręcznika psychiatrii (1936). W 1913 i 1916 roku przedstawił niezależnie od Jaspersa koncepcję psychoz psychogennych, która zdobyła dużą popularność wśród skandynawskich psychiatrów. W 2003 monografia Wimmera z 1916 roku (Psykogene Sindssygdomsformer) została przetłumaczona na angielski. Przetłumaczono również późniejsze teksty Wimmera poświęcone psychozom psychogennym.
Urodził się w Odense jako syn Williama Ottona Petersena (1830–1906) i Caroline Mathilde Wimmer (1836–1913). Jego ojciec był dyrektorem teatru. Na studia wyjechał do Kopenhagi, studiował na tamtejszym Uniwersytecie i ukończył studia w 1897. Pod wpływem Knuda Pontoppidana zainteresował się psychiatrią. W 1902 przedstawił dysertację doktorską poświęconą paranoi. W latach 1912–1919 kierował Sankt Hans Hospital pod Roskilde. W 1920 roku otrzymał jedyną wówczas w Danii katedrę psychiatrii – na Uniwersytecie Kopenhaskim. Jednocześnie objął kierownictwo oddziału psychiatrycznego w Szpitalu Miejskim w Kopenhadze (Kommunehospitalet). Od 1933 kierował nową kliniką psychiatryczną w Rigshospitalet. Zmarł w 1937 roku na raka płuc.

## Wybrane prace
- Evolutiv paranoia. Bidrag til forrykthedslæren. København: Lund, 1902
- Degenererede Børn: studier over sjælelige Udartningstilstande i Barnealderen. Gyldendal, 1909
- Hukommelsestab og „dobbeltbevidsthed”, 1918
- Om besættelse, 1924
- Über die psychogenen Reaktionen der geistig Gesunden, ihre psychologische Natur und ihre Bedeutung. Ein Beitrag zur experimentellen Erfassung der psychischischen Konstitutionsartungen. Leipzig: Akademische Verlagsgesellschaft, 1927
- Sindssygdommenes Arvegang og raceforbedrende Bestræbelser, 1929
- Further Studies Upon Chronic Epidemic Encephalitis. København: Levin & Munksgaard, 1929
- Mental Hygiejne : politikens Kronik, 1930
- Speciel klinisk Psykiatri for Studerende og Læger. Köbenhavn: Munksgaard, 1936